# El reino de Dios
El reino de Dios és una pel·lícula dramàtica mexicana del 2022 escrita i dirigida per Claudia Sainte–Luce i protagonitzada per Diego Armando Lara Lagunes, Margarita Guevara González i Lizbeth Gabriela Nolasco.

## Argument
En Neimar és un nen de vuit anys que porta una vida tranquil·la tenint cura de cavalls, treballant i ajudant la seva mare mentre espera la seva primera comunió on espera conèixer Déu. Mentre es prepara per rebre el sagrament, perd la fe a causa del seu entorn.

## Repartiment
Els actors que participen en aquesta pel·lícula són:
- Diego Armando Lara Lagunes com a Neimar
- Margarita Guevara González com a àvia de Neimar
- Lizbeth Nolasco Hernández com la mare de Neymar
- Mariano Chávez Chávez com el pare de Neimar
- Diògenes Ivan Delfin Elvira com a Profeta
- Alfredo Pantoja Gallego com a propietari de Kardashian
- Michelle Guevara González com a Demi
- Oswaldo Molina Arzola com el pare de Demi
- Yair Castro com a catequista
- Cipriana Castro Chávez com a propietària de Chiquilin
- Jorge Escobedo Kaliman com a sacerdot

## Producció
La fotografia principal va durar 15 dies a partir del maig de 2021 a Tlalixcoyan, Veracruz a Mèxic.

## Estrena
El reino de Dios es va estrenar internacionalment el 15 de febrer de 2022 al 72è Festival Internacional de Cinema de Berlín a la secció Generation Kplus. Es va estrenar per primera vegada a Mèxic l'11 de juny de 2022, en el marc del 37è Festival Internacional de Cinema a Guadalajara.

## Recepció

### Recepció crítica
Ernesto Diezmartínez de Letras Libres va escriure: "El naturalisme directe, sense maquillatge de cap mena, domina la posada en escena de les imatges de Sainte-Luce i el seu fotògraf Carlos Correa, mentre que l'acurada direcció dels actors del cineasta no permet que la simple història llisqui cap a cap tipus de xantatge sentimental."

### Reconeixements
| Any  | Premi                                          | Categoria                                | Recipient                  | Resultat  | Ref.          |
| ---- | ---------------------------------------------- | ---------------------------------------- | -------------------------- | --------- | ------------- |
| 2022 | Festival Internacional de Cinema a Guadalajara | Millor pel·lícula mexicana               | Claudia Sainte–Luce        | Guanyador | [ 11 ] [ 12 ] |
| 2022 | Festival Internacional de Cinema a Guadalajara | Millor director                          | Claudia Sainte–Luce        | Guanyador | [ 11 ] [ 12 ] |
| 2022 | Festival Internacional de Cinema a Guadalajara | Millor actor                             | Diego Armando Lara Lagunes | Guanyador | [ 11 ] [ 12 ] |
| 2022 | Festival Internacional de Cinema a Guadalajara | Millor fotografia                        | Carlos Correa              | Guanyador | [ 11 ] [ 12 ] |
| 2022 | Festival Internacional de Cinema a Guadalajara | Millor pel·lícula – Premi del Jurat Jove | Claudia Sainte–Luce        | Guanyador | [ 11 ] [ 12 ] |
| 2022 | Festival de Cinema de Gijón                    | Millor direcció                          | Claudia Sainte–Luce        | Guanyador | [ 13 ] [ 14 ] |
| 2022 | Festival de Cinema de Gijón                    | Millor pel·lícula dirigida per una dona  | Claudia Sainte–Luce        | Guanyador | [ 13 ] [ 14 ] |
| 2023 | Premis Ariel                                   | Millor revelació actoral                 | Diego Armando Lara         | Nominat   | [ 15 ] [ 16 ] |